# Naussannes
Naussannes – miejscowość i gmina we Francji, w regionie Nowa Akwitania, w departamencie Dordogne.
Według danych na rok 1990 gminę zamieszkiwało 189 osób, a gęstość zaludnienia wynosiła 13 osób/km² (wśród 2290 gmin Akwitanii Naussannes plasuje się na 988. miejscu pod względem liczby ludności, natomiast pod względem powierzchni na miejscu 784.).